# Gösta Knutsson
Gösta Lars August Knutsson, do roku 1929 Johansson; (ur. 12 października 1908 w Sztokholmie, zm. 4 kwietnia 1973 w Uppsali) – szwedzki radiowiec i pisarz, autor książek dla dzieci.
Gösta Knutsson był synem Knuta Johannsona, kupca ze Sztokholmu oraz Julii Askerberg. Nauczył się czytać w wieku czterech lat, a jedną z jego ulubionych książek były Przygody Alicji w Krainie Czarów Lewisa Carrolla, które później przetłumaczył na język szwedzki. Po otrzymaniu w 1936 tytułu magistra rozpoczął pracę na stanowisku dyrektora programowego Szwedzkiego Radia w Uppsali (pracował tam do 1969). W 1938 wprowadził do szwedzkiego radia nowy typ audycji – quiz radiowy. Pierwszym tego typu programem była rozgrywka pomiędzy dwiema drużynami z uniwersytetu w Uppsali.
Rok wcześniej, w 1937 roku, Knutsson przygotował audycję o kotku Pelle. W następstwie programu powstała w 1939 książka Pelle Svanslös på äventyr – pierwsza z serii o Filonku Bezogonku, która dołączyła później do ogólnoświatowego kanonu książek dla dzieci. Stworzył także postać niedźwiadka Nalle (szw. Nalle Lufs), który – podobnie jak inny bohater popularnych książek dla dzieci, Miś Paddington – przez przypadek znalazł się w mieście i zamieszkał u ludzkiej rodziny.
Na cześć pisarza została nazwana asteroida (8534) Knutsson a kilka asteroid nazwano imionami kotów z serii książek o Filonku Bezogonku: (8535) Pellesvanslös (Filonek Bezogonek), (8536) Måns (Mons), (8537) Billochbull (Bill i Bull), (8539) Laban i (8538) Gammelmaja (Stara Maja).

## Twórczość
- Pelle Svanslös på äventyr 1939[3] (polskie wydanie Przygody Filonka Bezogonka, Nasza Księgarnia 1961, tłum. Zygmunt Łanowski)
- Pelle Svanslös på nya äventyr 1940[3] (Nowe przygody Filonka Bezogonka)
- Pelle Svanslös i Amerika 1941[3]
- Pelle Svanslös klarar sig 1942[3]
- Hur ska det gå för Pelle Svanslös? 1943[3]
- Pelle Svanslös och taxen Max 1944[3]
- Pelle Svanslös i skolan 1945[3] (Filonek Bezogonek w szkole)
- Heja Pelle Svanslös 1946[3]
- Pelle Svanslös och Maja Gräddnos 1947[3] (Filonek Bezogonek i Maja Śmietanka)
- Trillingarna Svanslös 1948 (Filonek ma trojaczki)
- Nalle Lufs 1949 (Nalle wesoły niedźwiadek, Nasza Księgarnia 1961, tłum. Teresa Chłapowska, il. Olga Siemaszko)[14]
- Nalle Lufs i farten 1950 (Niedźwiadek Nalle działa, Nasza Księgarnia 1963, tłum. Teresa Chłapowska)[15]
- Alla tiders Pelle Svanslös 1951
- Nalle Lufs och Skrutten 1952
- Tuff och Tuss på äventyr 1953
- Tuff och Tuss på vift 1954
- Pelle Svanslös räddar julen 1957
- Pigge Lunk 1958
- Kung Kul 1969
- Nicke med luggen 1971
- Pelle Svanslös ger sig inte 1972[3]